# Danh sách nhân vật trong Hồng lâu mộng
Hồng Lâu Mộng (giản thể: 红楼梦; phồn thể: 紅樓夢; bính âm: Hónglóu mèng) hay tên gốc Thạch Đầu Ký (giản thể: 石头记; phồn thể: 石頭記; bính âm: Shítóu jì) là một trong bốn kiệt tác (tứ đại kỳ thư) của văn học cổ điển Trung Quốc (3 kiệt tác kia là Tam Quốc Diễn Nghĩa của La Quán Trung, Tây Du Ký của Ngô Thừa Ân và Thủy Hử của Thi Nại Am). Tác phẩm được Tào Tuyết Cần (1716?-1763?) sáng tác trong khoảng thời gian giữa thế kỷ 18 triều đại nhà Thanh của Trung Quốc. Tác phẩm ra đời vào khoảng giữa thế kỉ XVIII, đời nhà Thanh, 80 hồi đầu do Tào Tuyết Cần (曹雪芹) viết, 40 hồi sau do Cao Ngạc viết thêm và soạn thành sách.
Tiểu thuyết có một khối lượng nhân vật khổng lồ. Nhân vật nam 235, nhân vật nữ 213, tổng cộng con số lên đến 448, đủ mọi tầng lớp, từ Vương phi cung cấm đến những kẻ quyền thế, công tử tiểu thư khuê các, cho đến cả những người thuộc tầng lớp hạ lưu, đều xoay quanh gia đình họ Giả.

## Kim Lăng thập nhị thoa chính sách

### Lâm Đại Ngọc
Lâm Đại Ngọc (tiếng Trung: 林黛玉; bính âm: Lín Dàiyù), tên tự là Tần Tần, là con gái Lâm Như Hải và Giả Mẫn, cháu ngoại Giả Mẫu, cháu ruột Giả Xá, Giả Chính, em họ của Giả Nguyên Xuân, Lý Hoàn, Giả Bảo Ngọc, Giả Thám Xuân, Giả Hoàn, Giả Liễn, Vương Hy Phượng, Giả Nghênh Xuân.

### Giả Nguyên Xuân
Giả Nguyên Xuân (tiếng Trung: 賈元春; bính âm: Jiǎ Yuánchūn) là con gái Giả Chính và Vương phu nhân, chị cả hơn Bảo Ngọc gần 10 tuổi, vì sinh vào đúng ngày mồng 1 tháng Giêng nên được đặt tên là Nguyên Xuân và cũng là cô cả trong Giả phủ tứ xuân. Nàng cũng là chị gái của Giả Thám Xuân, em chồng của Lý Hoàn, em họ của Vương Hy Phượng, Giả Nghênh Xuân, chị họ của Lâm Đại Ngọc, Tiết Bảo Thoa, Giả Tích Xuân. Thuở nhỏ, Nguyên Xuân thường dạy Bảo Ngọc đọc sách viết chữ, sau này đến tuổi được tuyển vào cung làm Nữ sử rồi được phong Hiển Đức phi, coi giữ cung Phượng Tảo.

### Giả Nghênh Xuân
Giả Nghênh Xuân (tiếng Trung: 賈迎春; bính âm: Jiǎ Yíngchūn) là con của ông cả Giả Xá và nàng hầu, là em gái cùng cha khác mẹ của Giả Liễn, em chồng của Vương Hy Phượng, chị họ của Giả Nguyên Xuân, chị họ chồng của Lý Hoàn, chị họ của Giả Bảo Ngọc, Lâm Đại Ngọc. Nàng là cô hai trong Giả phủ tứ xuân.

### Giả Thám Xuân
Giả Thám Xuân (tiếng Trung: 賈探春; bính âm: Jiǎ Tànchūn) là con gái Giả Chính và nàng hầu Triệu Di Nương, chị gái cùng cha cùng mẹ của Giả Hoàn, em gái cùng cha khác mẹ của Giả Châu, Giả Bảo Ngọc, Giả Nguyên Xuân, em chồng của Lý Hoàn, em họ của Giả Liễn, em họ chồng của Vương Hy Phượng, chị họ của Lâm Đại Ngọc. Thám Xuân là cô ba trong Giả phủ tứ xuân

### Giả Tích Xuân
Giả Tích Xuân (tiếng Trung: 賈惜春; bính âm: Jiǎ Xīchūn) là tiểu thư khuê các, con gái thứ hai của Giả Kính phủ Ninh Quốc, em gái của Giả Trân, em chồng của Vưu thị, cô ruột của Giả Dung, cô chồng của Tần Khả Khanh, và có họ hàng với phủ Vinh. Tích Xuân là cô tư trong Giả phủ tứ xuân.

### Sử Tương Vân
Sử Tương Vân (tiếng Trung: 史湘雲; bính âm: Shǐ Xiāngyún) là tiểu thư nhà họ Sử - một trong tứ đại gia đất Kim Lăng (Nam Kinh, Trung Quốc), và là cô cháu yêu của Sử Thái Quân (tức Giả Mẫu - bà nội của Giả Bảo Ngọc).

### Diệu Ngọc
Diệu Ngọc (tiếng Trung: 妙玉; bính âm: Miàoyù), là con gái một nhà quyền quý ở Tô Châu, vì nhiều bệnh nên đi tu từ bé nhưng vẫn để tóc, sau khi đến kinh thành thì tu hành trong am Lũng Thuý, Vinh quốc phủ.

### Vương Hy Phượng
Vương Hy Phượng (tiếng Trung: 王熙鳳; bính âm: Wáng Xīfèng), tên thường gọi là Phượng thư hay mợ Hai, là con dâu của Giả Xá, Hình Phu nhân, vợ chính thất của Giả Liễn, mẹ của Giả Xảo Thư, cháu ruột của Vương Tử Đằng, Vương phu nhân, Tiết phu nhân.

### Lý Hoàn
Lý Hoàn (tiếng Trung: 李紈; bính âm: Lǐ Wán) tên chữ là Cung Tài, là con gái của Lý Thủ Trung, là vợ góa của Giả Châu, mẹ của Giả Lan, mợ cả của Vinh phủ, con dâu của Giả Chính, Vương phu nhân, chị dâu góa của Giả Bảo Ngọc, Giả Nguyên Xuân, Giả Thám Xuân, Giả Hoàn.

### Giả Xảo Thư
Giả Xảo Thư (tiếng Trung: 賈巧姐; bính âm: Jiǎ Qiǎojiě) là con gái đầu của Giả Liễn và Vương Hy Phượng, cháu nội của Giả Xá và Hình phu nhân. Nàng là người nhỏ tuổi nhất trong Kim Lăng thập nhị thoa chính sách.

### Tần Khả Khanh
Tần Khả Khanh (tiếng Trung: 秦可卿; bính âm: Qín Kěqīng), cháu dâu cả của Ninh quốc phủ, con dâu của Giả Trân và Vưu Thị, vợ của Giả Dung và cũng là con gái của Tần Nghiệp, chị gái của Tần Chung.

## Kim Lăng thập nhị thoa phó sách

### Hương Lăng
Hương Lăng (tiếng Trung: 香菱; bính âm: Xiānglíng), nguyên là con gái Chân Sĩ Ấn (甄士隱) và Phong thị, khi sinh ra khuê danh là Chân Anh Liên (甄英蓮). Chữ "anh" có nghĩa là dũng cảm, còn "liên" (hoa sen) vừa đẹp vừa trong trắng tinh khôi. Tên cũng như người, Anh Liên (Hương Lăng) là người phụ nữ có nhan sắc và tính cách thẳng thắn, can trường chịu đựng sự hành hạ của Tiết Bàn, nhưng Anh Liên còn đồng âm với "ứng liên" (đáng phải thương xót). Số phận của Anh Liên từ đầu đến cuối Hồng Lâu Mộng buồn nhiều hơn vui do sự tàn nhẫn của Tiết Bàn, sự độc địa của Hạ Kim Quế. Năm 3 tuổi thì bị bắt cóc, đến lớn được công tử Phùng Yên mua về nhưng rồi gặp phải tên ác bá Tiết Bàn. Thấy nàng xinh đẹp, hắn đánh chết vị công tử rồi lấy nàng làm nàng hầu. Vào nhà họ Tiết, nàng được Tiết Bảo Thoa đổi tên là Hương Lăng. Tiết Bàn là kẻ ăn chơi đàng điếm, vũ phu nên nàng thường bị hắn hành hạ khổ sở. Khi Tiết Bàn đi xa buôn bán, Bảo Thoa đem Hương Lăng sang vườn Đại Quan với mình. Tại đây, Hương Lăng học làm thơ và cũng tỏ ra có tài. Khi về Tiết Bàn lập chính thất là tiểu thư Hạ Kim Quế. Kim Quế là con người thâm hiểm, độc ác, đã đổi tên Hương Lăng thành Thu Lăng (tiếng Trung: 秋菱; bính âm: Qiūlíng). Hoa lăng là củ ấu, nhưng chữ "lăng" còn đồng âm với "lăng 陵" - lăng mộ, chữ "thu" hài âm với "khưu" cũng có nghĩa là mồ mả. Ý đồ nham hiểm của Hạ Kim Quế muốn ám hại Hương Lăng đã được tác giả báo trước từ câu chuyện đổi tên tưởng chừng vô thưởng vô phạt này. Hạ Kim Quế luôn muốn trừ khử Hương Lăng để tiêu diệt cái gai trong mắt nên Hương Lăng càng thêm khổ sở. Sau khi Kim Quế chết, Tiết Bàn đưa Hương Lăng lên làm chính thất. Sau khi sinh được một đứa con trai cho nhà họ Tiết thì nàng cũng qua đời.
Hương Lăng là cô gái tài sắc, đẹp đẽ thoát tục, lại cũng có tài làm thơ phú, thích phong nhã. Khi rút thẻ hoa ở Di Hồng Viện, nàng rút được thẻ hoa tịnh đế
Hương Lăng rút được một cái thẻ vẽ cành hoa "tịnh đế" có đề bốn chữ "Điềm xuân liên tiếp". Mặt sau có một câu thơ cổ: "Liền cành hoa nọ vừa đua nở". Lại chua thêm: "Cùng mừng người rút uống ba chén, sau đó mọi người đều uống một chén".

| 副冊題詠 根并荷花一莖香， 平生遭際實堪傷； 自從兩地生孤木， 致使香魂返故鄉。 | Phó sách đề vịnh Căn tịnh hà hoa nhất hành hương, Bình sinh tao tế thực kham thương; Tự tòng lưỡng địa sinh cô mộc, Trí sử hương hồn phản cố hương. | Đề cuốn sách phụ (Người dịch: nhóm Vũ Bội Hoàng) Sen thơm liền gốc nở chùm hoa, Gặp gỡ đường đời thật xót xa. Từ lúc cây trong hai chỗ đất. Hương hồn trở lại chốn quê nhà. |

## Kim Lăng thập nhị thoa phó hựu sách

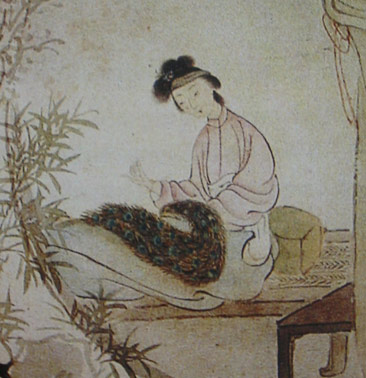
Tình Văn vá áo lông công

### Tình Văn
Tình Văn (tiếng Trung: 晴雯; bính âm: Qíngwén) là người hầu của Bảo Ngọc tại Di Hồng viện và là a hoàn có nhan sắc xinh đẹp nhất phủ,vượt trội hẳn những kẻ khác, vẻ người rất giống Đại Ngọc và đôi lúc được ví với Tây Thi. Nàng vốn tính tình tinh ranh, đài các lại đanh đá, kiêu ngạo, là người duy nhất dám đấu khẩu với Bảo Ngọc khi bị cậu quở trách, nhưng lại luôn hết lòng ủng hộ Bảo Ngọc. Tâm tư trong sáng đẹp đẽ, có tố chất của vẻ đẹp kim ngọc, cao quý. Vương Phu nhân nghi ngờ Tình Văn lẳng lơ quyến rũ Bảo Ngọc nên đuổi nàng ra khỏi phủ. Uất ức, đau khổ vì oan uổng và phải chịu nhục nhã, Tình Văn qua đời vì bệnh lao ít lâu sau khi ra khỏi Di Hồng viện. Sau khi nàng chết, Bảo Ngọc rất thương xót, làm bài Văn tế nữ thần hoa phù dung.
Cảnh Tình Văn xé quạt là một trong những hình ảnh lãng mạn nhất của Hồng Lâu Mộng, hồi 31: Xé tan cái quạt, nghìn vàng mua lấy một trận cười; Điềm ứng kỳ lân, hai sao gặp nhau khi đầu bạc. 
| 又副冊題詠之一 霽月難逢，彩雲易散。 心比天高，身為下賤。 風流靈巧招人怨。 壽夭多因誹謗生， 多情公子空牽念。 | Hựu phó sách đề vịnh chi nhất Tễ nguyệt nan phùng, thái vân dị tán. Tâm tỷ thiên cao, thân vi hạ tiện. Phong lưu linh xảo chiêu nhân oán. Thọ yêu đa nhân phỉ báng sinh, Đa tình công tử không khiên niệm | Đề cuốn sách phụ 01 (Dịch: nhóm Vũ Bội Hoàng) Trăng trong khó gặp, mây đẹp dễ tan, Lòng sao cao quý, phận lại đê hèn. Tinh khôn, đài các tổ người ghen, Chịu tiếng ong ve thành tổn thọ, Đa tình công tử luống than phiền |

### Tập Nhân
Tập Nhân (tiếng Trung: 襲人; bính âm: Xírén) vốn họ Hoa, tên Trân Châu, là người hầu thân cận nhất của Bảo Ngọc và cũng là nàng hầu (di nương) chưa chính thức. Trước là người hầu của Giả Mẫu, được cho sang hầu hạ Bảo Ngọc; tên Tập Nhân là được Bảo Ngọc đặt cho theo câu: Hoa khí tập nhân. Tập Nhân là cô hầu mẫu mực, rất chu đáo, biết nghĩ lại nhũn nhặn, biết chiều lòng người. Nàng cũng là người đầu tiên có quan hệ ái ân với Bảo Ngọc ở thế giới thực và đã được Vương phu nhân ngầm chọn là nàng hầu cho Bảo Ngọc sau này, tuy nhiên việc chưa được quyết định chính thức. Theo kết thúc của Cao Ngạc, sau khi Bảo Ngọc đi tu, Tập Nhân được gả cho một con hát tên Tưởng Ngọc Hàm, bạn cũ của Bảo Ngọc.
Đoạn rút thẻ hoa ở Di Hồng viện hồi 63, Tập Nhân rút được thẻ hình hoa đào.
Tập Nhân rút ra một cái thẻ vẽ cành hoa đào, đề bốn chữ "Phong cảnh Vũ Lăng". Mặt sau có đề một câu thơ cổ: "Hoa đào lại báo một mùa xuân sang". Lại chua thêm: "Hoa hạnh uống tiếp một chén, người nào cùng tuổi hay cùng họ đều uống tiếp một chén".

| 又副冊題詠之二 枉自溫柔和順， 空云似桂如蘭； 堪羨優伶有福， 誰知公子無緣。 | Hựu phó sách đề vịnh chi nhị Uổng tự ôn nhu hoà thuận, Không vân tự quế như lan; Kham tiện ưu linh hữu phúc, Thuỳ tri công tử vô duyên. | Đề sách phụ 02 (Dịch: nhóm Vũ Bội Hoàng) Nhũn nhặn thuận hòa uổng cả, Lan thơm, quế ngát, thừa thôi. Khen cho ưu linh phúc tốt, Ngờ đâu công tử duyên ôi! |

## Giả phủ
Là đại gia đình, nơi đặt bối cảnh của cuốn tiểu thuyết. Họ Giả vốn nguyên quán ở Kim Lăng, là con cháu Ninh quốc công và Vinh quốc công, là một trong nhà danh gia có thế lực nhất Kim Lăng.
Giả không phải là giả dối, ngọc làm nhà ở, vàng làm ngựa cưỡi (Con cháu Ninh công Vinh công cộng hai mươi chi. Tám chi họ gần ở kinh đô, mười hai chi ở nguyên quán)

.
Ninh quốc công và Vinh quốc công là hai anh em ruột. Ninh công là trưởng, đẻ hai con trai; khi Ninh công chết, con trai lớn là Giả Đại Hóa tập tước. Đại Hóa đẻ được hai con: con lớn là Giả Phu chết sớm; con thứ là Giả Kính tập tước. Giả Kính có một con trai là Giả Trân và một con gái là Giả Tích Xuân. Giả Trân có một con trai là Giả Dung. Vinh Quốc công có con trưởng là Giả Đại Thiện, có hai con trai là Giả Xá, Giả Chính và con gái là Giả Mẫn. Giả Xá có hai con là Giả Liễn và Giả Nghênh Xuân. Giả Liễn có một con gái là Giả Xảo Thư. Còn Giả Chính có ba con trai là Giả Châu, Giả Bảo Ngọc và Giả Hoàn, hai con gái là Giả Nguyên Xuân và Giả Thám Xuân.

### Giả Mẫu
Giả Mẫu (tiếng Trung: 賈母; bính âm: Jiǎ Mǔ) họ Sử, vốn là con nhà Sử gia - một tước hầu ở Kim Lăng nên còn được gọi là Sử Thái quân, lấy Giả Đại Thiện, sinh ra hai con trai Giả Xá, Giả Chính và một con gái Giả Mẫn. Bà có hai người con dâu: Vương phu nhân và Hình phu nhân và rất nhiều cháu chắt: Giả Bảo Ngọc, Giả Liễn, Giả Châu, Giả Hoàn,Giả Nguyên Xuân, Giả Thám Xuân, Giả Nghênh Xuân (cháu nội); Lâm Đại Ngọc (cháu ngoại); Giả Xảo Thư, Giả Lan (con của Giả Châu) (chắt nội); Sử Tương Vân (cháu họ). Giả mẫu là người có quyền hành tối cao trong Vinh quốc phủ và là một người sùng Phật, nhân hậu, hay giúp người nhưng cũng có đôi khi xử sự khá tàn nhẫn. Bà qua đời vì tuổi già khi gần kết thúc tác phẩm

### Giả Kính
Giả Kính (tiếng Trung: 賈敬; bính âm: Jiǎ Jìng) là ông cả của phủ Ninh quốc, góa vợ, có con trai thứ là Giả Trân, con gái là Giả Tích Xuân. Ông ta chỉ một niềm thích tu tiên nên nhường cho con trai tập tước rồi ra đạo quán sống chung lộn với bọn đạo sĩ. Sau chết vì nuốt kim đan.

### Giả Chính
Giả Chính (tiếng Trung: 賈政; bính âm: Jiǎ Zhèng) là ông hai của Vinh Quốc phủ, con trai thứ của Giả Mẫu, em trai của Giả Xá, có vợ là Vương phu nhân cùng ba con trai Giả Châu, Giả Bảo Ngọc, Giả Hoàn và hai con gái Giả Nguyên Xuân, Giả Thám Xuân. Giả Chính giữ chức Viên ngoại lang, có con gái Nguyên Xuân được tiến cung, là một môn sinh Nho giáo và vô cùng nghiêm khắc, khuôn phép, cố chấp nhất là đối với Bảo Ngọc.

### Vương phu nhân
Vương phu nhân (tiếng Trung: 王夫人; bính âm: Wáng Fūrén) là bà hai của phủ Vinh quốc, là vợ chính thất của Giả Chính, và là mẹ của Giả Châu, Giả Bảo Ngọc, Giả Nguyên Xuân. Bà vốn là nhị tiểu thư của nhà họ Vương - một nhà hào phú đất Kim Lăng, là cô ruột của Vương Hy Phượng. Vương phu nhân là người ăn chay niệm Phật, tính tình nhân đức, không hay đụng đến việc nhà mà giao hết cho cô cháu Phượng Thư. Dù vậy, thực tế vẫn có lúc bà hành động rất nhẫn tâm, như khi đuổi Tình Văn đi hay lúc cưới Bảo Thoa cho Bảo Ngọc.

### Giả Xá
Giả Xá (tiếng Trung: 賈赦; bính âm: Jiǎ Shè) là ông cả của Vinh quốc phủ, con trai lớn của Giả mẫu, anh cả của Giả Chính, có vợ là Hình phu nhân và con trai Giả Liễn, con gái Giả Nghênh Xuân. Ông được miêu tả là người xảo trá, bội bạc lại tham lam, hám lợi, đồng thời cũng rất háo sắc, không đứng đắn.

### Hình phu nhân
Hình phu nhân (tiếng Trung: 邢夫人; bính âm: Xíng Fūrén) là bà cả của phủ Vinh quốc, vợ của Giả Xá, con dâu cả của Giả mẫu và là mẹ của Giả Liễn, mẹ chồng của Vương Hy Phượng. Bà ta là người hờ hững, ích kỉ, chỉ lo nghĩ đến quyền lợi bản thân, ngay cả con cháu cũng không chăm lo mấy.

### Giả Trân
Giả Trân (tiếng Trung: 賈珍; bính âm: Jiǎ Zhēn) là cậu cả của phủ Ninh quốc, con trai của Giả Kính, anh trai của Giả Tích Xuân, có vợ chính thất là Vưu Thị và một con trai là Giả Dung, con dâu là Tần Khả Khanh. Ông ta chỉ thích ăn chơi đàng điếm, tính tình trăng hoa, dâm đãng, đã tằng tịu với cả em vợ là Vưu Nhị Thư và con dâu Tần Khả Khanh.

### Vưu Thị
Vưu Thị (tiếng Trung: 尤氏; bính âm: Yóu Shì) là vợ chính thất của Giả Trân, có một con trai là Giả Dung và hai người em gái là Vưu Nhị thư và Vưu Tam Thư. Bà ta còn trẻ, là người chu đáo, cẩn thận nhưng vẫn thường hay xung đột với cô em chồng Giả Tích Xuân. 

### Giả Liễn
Giả Liễn (tiếng Trung: 賈璉; bính âm: Jiǎ Liǎn) là con trai cả của Giả Xá và Hình Phu Nhân, là anh trai cùng cha khác mẹ với Giả Nghênh Xuân, có một vợ chính thất là Vương Hy Phượng, vợ lẽ Vưu Nhị Thư cùng ít nhất hai nàng hầu là Bình Nhi và Thu Đồng. Anh ta được miêu tả có dung mạo đẹp đẽ nhưng không lo học hành mà chỉ thích mưu toan xoay xở kiếm lời, lại hay trăng hoa, ve vãn.

### Giả Hoàn
Giả Hoàn (tiếng Trung: 賈環; bính âm: Jiǎ Huán) là con trai Giả Chính và Triệu Di nương, là em khác mẹ của Giả Bảo Ngọc, Giả Nguyên Xuân, Giả Châu; em cùng mẹ với Giả Thám Xuân. Anh ta được miêu tả từ dung mạo dáng vóc đến tính cách đều rất ti tiện hèn hạ nên bị cả phủ khinh rẻ, coi thường. Giả Hoàn thường cùng mẹ tìm cách ám hại Bảo Ngọc.

### Giả Dung
Giả Dung (tiếng Trung: 賈蓉; bính âm: Jiǎ Róng) là cháu trai trưởng của phủ Ninh Quốc, con trai của Giả Trân và Vưu Thị, chồng của Tần Khả Khanh. Anh ta được miêu tả trẻ trung, dung mạo như ngọc nhưng tình tình lại y hệt như ông bố Giả Trân, thích ve vãn tán tỉnh phụ nữ.

### Bình Nhi
Bình Nhi (tiếng Trung: 平兒; bính âm: Píng'ér) là nàng hầu thân cận nhất của Vương Hy Phượng đem từ bên Vương phủ sang và được gả luôn làm nàng hầu cho Giả Liễn - chồng Hy Phượng. Nàng là cánh tay phải đắc lực của Phượng Thư và rất được tin tưởng nên trong phủ Bình Nhi cũng có một vị trí đáng nể. Tốt bụng và vị tha, Bình Nhi thường biến việc lớn thành nhỏ để giải quyết các mâu thuẫn một cách êm thấm. Vì vậy nàng được mọi người trong phủ kính trọng và yêu mến nhưng cũng do đó mà nàng trở thành nạn nhân của những cuộc xô xát của vợ chồng Hy Phượng.
Bình Nhi là một cô gái vô cùng xinh đẹp và hiền dịu, lại có tấm lòng nhân hậu. Khi đứa con mồ côi của Phượng Thư - Giả Xảo Thư bị ông cậu lừa định đem bán, nàng cùng Già Lưu sắp xếp cho Xảo Thư đi trốn. Sau này, Giả Liễn trở về lập Bình Nhi làm chính thất.

### Uyên Ương
Kim Uyên Ương (tiếng Trung: 鴛鴦; bính âm: Yuānyang) là người hầu rất trung thành và là trợ thủ đắc lực của Giả mẫu nên cũng là người có thế lực trong phủ. Giả Xá, ông cả của phủ Vinh và là con trai Giả Mẫu thấy nàng xinh đẹp nên năm lần bảy lượt muốn cưới nàng làm nàng hầu nhưng nàng kiên quyết kháng cự. Sau khi Giả mẫu tạ thế, Uyên Ương cũng thắt cổ tự vẫn theo.

### Tử Quyên
Tử Quyên (tiếng Trung: 紫鵑; bính âm: Zǐjuān) vốn là người hầu của Giả mẫu, sau được cho đến hầu hạ Đại Ngọc. Tử Quyên là cô gái khôn ngoan, tinh tế, đặc biệt vô cùng trung thành với Đại Ngọc và là người bầu bạn tuyệt vời để nàng giãi bày nỗi lòng mình. Trong kết thúc của Cao Ngạc, sau khi Đại Ngọc chết, Tử Quyên kiên quyết xin đi theo hầu Tích Xuân ở cửa Phật.

### Xạ Nguyệt
Xạ Nguyệt (tiếng Trung: 麝月; bính âm: Shèyuè) Một trong những a hoàn lớn của Bảo Ngọc, rất xinh đẹp và chu đáo. Nàng là một Tập Nhân thứ hai.

### Kim Xuyến
Kim Xuyến (tiếng Trung: 金釧; bính âm: Jīnchuàn) là a hoàn của Vương phu Nhân, bị nghi ngờ ve vãn Bảo Ngọc nên bị đuổi về, không chịu được nhục nên nhảy xuống giếng tự vẫn khiến Vương phu nhân cắn rứt lương tâm. Bảo Thoa phải lựa lời an ủi.

## Tiết phủ
Trong tiểu thuyết, nhà họ Tiết là một trong tứ đại gia tại Kim Lăng. Nhân dân địa phương có câu tục ngữ: Được mùa tuyết lã chã rơi, ngọc châu như đất, vàng thời sắt thoi. (Con cháu Tử vi xá nhân Tiết công, hiện lĩnh tiền khi đi mua hàng, có tám chi). Vì Tiết phu nhân là em ruột Vương phu nhân phủ Vinh quốc nên sau khi vào Kinh, bà cùng hai con đến ở trong phủ Giả; sau đó Tiết Khoa và Tiết Bảo Cầm cũng đến ở cùng.

### Tiết phu nhân
Tiết Di ma (tiếng Trung: 薛姨媽; bính âm: Xuē Yímā) là chị gái Vương Phu nhân và là mẹ của Tiết Bàn và Tiết Bảo Thoa, là dì của Giả Bảo Ngọc, Giả Nghênh Xuân, là cô của Vương Hy Phượng. Bà là một phụ nữ góa chồng, có tấm lòng nhân hậu nhưng quá nhu nhược, không quản được việc nhà.

### Tiết Bàn
Tiết Bàn (chữ Hán:薛蟠; Bính âm: Xuē Pán), tự là Văn Khởi, là con trai Tiết phu nhân và là anh cả của Tiết Bảo Thoa, tính tình nóng nảy, dốt nát, lại ngông cuồng phóng đãng, cậy thế nhà nên tác oai tác quái. Có vợ là Hạ Kim Quế và nàng hầu là Hương Lăng.

### Hạ Kim Quế
Hạ Kim Quế (tiếng Trung: 夏金桂; bính âm: Xià Jīn'guì) vốn là con gái một trong một nhà đại gia, gọi là nhà Nhà hoa quế họ Hạ nổi tiếng cả kinh thành chuyên bán hoa quế. Cô là hoa quế sắc sảo, tàn nhẫn được gả làm chính thất cho Tiết Bàn, anh trai Tiết Bảo Thoa. Kim Quế khoảng 17 tuổi, cũng thuộc loại có chút nhan sắc nhưng tính tình nham hiểm đanh đá, bụng dạ vô cùng độc ác, nanh nọc, lại kiêu ngạo, coi trời bằng vung. Cô thường thích gây chuyện thị phi, nói năng hiềm khích và hành hạ Hương Lăng vô cùng khổ sở. Kim Quế lẳng lơ, lúc chồng đi vắng thì say mê cậu em họ chồng Tiết Khoa, nhưng không được đáp lại. Cuối cùng cô ta chết vì uống phải thuốc độc chính mình pha để định dành cho Hương Lăng. Có một a hoàn là Bảo Thiềm có tính cách xấc xược.

### Tiết Khoa
Tiết Khoa (tiếng Trung: 薛蝌; bính âm: Xuē Kē) là cậu hai nhà họ Tiết, cháu của Tiết Phu nhân, anh trai của Tiết Bảo Cầm và là em họ của Tiết Bảo Thoa, Tiết Bàn, có dung mạo vô cùng đẹp đẽ. Sau cưới Hình Tụ Yên.

### Tiết Bảo Cầm
Tiết Bảo Cầm (tiếng Trung: 薛寶琴; bính âm: Xuē Bǎoqín) đạp tuyết tìm mai. Nàng được ví như cành mai thắm trong trời tuyết trắng. Nàng là em gái Tiết Khoa, em họ Tiết Bảo Thoa, Tiết Bàn. Nàng vô cùng xinh đẹp, được ví lộng lẫy hơn cả Bảo Thoa. Giả mẫu rất yêu quý nàng nên ví nàng còn đẹp hơn tranh, từng muốn nàng làm vợ của Giả Bảo Ngọc. Vương phu nhân cũng yêu quý nàng và nhận làm con nuôi. Nàng từ nhỏ đã chăm chỉ đọc sách viết chữ, bản tính vốn thông minh, thơ phú đều rất giỏi.

### Hình Tụ Yên
Hình Tụ Yên (tiếng Trung: 邢岫煙; bính âm: Xíng Xiùyān) là cháu gái Hình phu nhân, vì gia cảnh sa sút nên phải đến ở nhờ nhà họ Giả. Nàng là cô gái xinh đẹp, giản dị, biết nghĩ và cũng là một trong hai người duy nhất mà Diệu Ngọc xem trọng. Sau thành thân với Tiết Khoa.

## Các nhân vật khác

### Vưu Nhị Thư
Vưu Nhị Thư (tiếng Trung: 尤二姐; bính âm: Yóu Èrjiě) là em gái Vưu Thị và là chị gái Vưu Tam Thư, là một cô gái vô cùng xinh đẹp, hiền dịu nhưng dễ dãi lẳng lơ, đã tư thông với cả anh rể Giả Trân, sau được Giả Liễn vụng trộm cưới về. Vương Hy Phượng biết được liền nghĩ kế hành hạ nàng khổ sở đến nỗi phải nuốt vàng sống tự vẫn.

### Vưu Tam Thư
Vưu Tam Thư (tiếng Trung: 尤三姐; bính âm: Yóu Sānjiě) là em gái Vưu Thị và Vưu Nhị thư. Nàng là một cô gái sắc nước hương trời, có phong tư lộng lẫy tình tứ làm điên đảo biết bao nhiêu đàn ông, tính tình vừa lẳng lơ lại vừa cao ngạo kì quái. Vưu Tam Thư một lòng chờ đợi Liễu Tương Liên suốt năm năm trời nhưng không được đáp lại, cuối cùng vì hổ thẹn mà tự vẫn.